# Vuelta Ciclista del Uruguay 2008
La 65.ª edición de la Vuelta Ciclista del Uruguay, se disputó del 14 al 23 de marzo de 2008. Al igual que sus ediciones predecesoras desde el 2006 está edición también fue amateur.
La competencia tuvo 10 etapas (una de ellas doble, con un tramo en ruta y otro contrarreloj), se totalizaron 1547 km. y el ganador fue Richard Mascarañas.
Participaron 17 equipos uruguayos y 9 extranjeros, totalizando 136 competidores de los que 92 llegaron al punto final en Montevideo.

## Etapas
| Etapa       | Fecha       | Recorrido                 | km         | Ganador                           | Líder              |
| 1.ª etapa   | 14 de marzo | Montevideo-Punta del Este | 117        | Claudio Flores (Virgen de Fátima) | Claudio Flores     |
| 2.ª etapa   | 15 de marzo | Maldonado-Ramallo (Minas) | 154        | Raúl Granjel (Sel. de Cuba)       | Raúl Granjel       |
| 3.ª etapa   | 16 de marzo | San Jacinto-Durazno       | 178.6      | Jorge Giacinti (Sel. Argentina)   | Néstor Pías        |
| 4.ª etapa   | 17 de marzo | Carlos Reyles-Tacuarembó  | 169.3      | Freddy Peralta (Policial de 33)   | Néstor Pías        |
| 5.ª etapa   | 18 de marzo | Eucalipto-Salto           | 152.8      | Jorge Soto (Villa Teresa)         | Jorge Soto         |
| 6.ª etapa   | 19 de marzo | Quebracho-Mercedes        | 186.6      | Gonzalo Tagliabúe (Champagnat)    | Jorge Soto         |
| 7.ª etapa   | 20 de marzo | Mercedes-Carmelo          | 159.4      | Claudio Flores (Virgen de Fátima) | Néstor Pías        |
| 8.ª etapa   | 21 de marzo | Carmelo-San José          | 168        | Richard Mascarañas (Alas Rojas)   | Richard Mascarañas |
| 9.ª etapa a | 22 de marzo | San José-Trinidad         | 98.7       | Nazario Martín (Olímpico Juvenil) | Richard Mascarañas |
| 9.ª etapa b | 22 de marzo | Trinidad-Trinidad         | 25.1 (CRI) | Matías Medici (Sel. Argentina)    | Richard Mascarañas |
| 10.ª etapa  | 23 de marzo | Sarandí Grande-Montevideo | 140.5      | Edgardo Simón (Sel. Argentina)    | Richard Mascarañas |

## Desarrollo general
La carrera se definió prácticamente en la 3.ª etapa, cuando un grupo de 13 pedalistas (Jorge Giacinti, Néstor Pías, Jorge Soto, José Luis Miraglia, Ramiro Cabrera, Daniel Fuentes, Raúl Sasso, Richard Mascarañas, Jorge Bravo, Miguel Direna, Álvaro Tardáguila, Marcelo de los Santos y Gonzalo Tagliabúe) arribó a Durazno con una ventaja de casi 5 minutos. La malla oro fue cambiando de dueño debido a las escasas diferencias entre esos 13 ciclistas y las bonificaciones que se otorgaban en los finales de etapa.
En la 7.ª etapa, 24 competidores llegaron escapados a Carmelo. Estaban los principales de la clasificación general menos Jorge Soto que era el "malla" y que perdió 20' 10s junto con Jorge Giacinti y Marcelo de los Santos.
Richard Mascarañas subió a lo más alto de la clasificación general al ganar la 8.º etapa en San José. Y ratificó el liderato ubicándose 5.º en la crono para llevarse su primera Vuelta Ciclista del Uruguay.

## Clasificaciones finales
| \| 1. \| Richard Mascarañas \| Uruguay \| Alas Rojas Uruguay \| 36h 20' 24" \| \| 2. \| Néstor Pías \| Uruguay \| Champagnat Sprinter Uruguay \| + 49" \| \| 3. \| Ramiro Cabrera \| Uruguay \| Avaí Brasil \| + 53" \| \| 4. \| Daniel Fuentes \| Cuba \| Cruz del Sur Uruguay \| + 1' 11" \| \| 5. \| Jorge Bravo \| Uruguay \| Olímpico Juvenil Uruguay \| + 1' 21" \| \| 6. \| Miguel Direna \| Uruguay \| Supermercados Sales Brasil \| + 1' 32" \| \| 7. \| Raúl Sasso \| Uruguay \| Fénix Uruguay \| + 2' 24" \| \| 8. \| Álvaro Tardáguila \| Uruguay \| Alas Rojas Uruguay \| + 2' 40" \| \| 9. \| Gonzalo Tagliabúe \| Uruguay \| Champagnat Sprinter Uruguay \| + 3' 38" \| \| 10. \| Claudio Flores \| Argentina \| Virgen de Fátima Argentina \| + 5' 28" \| \| 11. \| José Luis Miraglia \| Uruguay \| Fénix Uruguay \| + 6' 46" \| \| 12. \| Emanuel Yánez \| Uruguay \| C.C. 33 de San José Uruguay \| + 8' 59" \| \| 13. \| Alfredo Párraga \| Argentina \| Aguiar Argentina \| + 9' 17" \| \| 14. \| Diego Fernández \| Uruguay \| C.C. Maldonado Uruguay \| + 9' 45" \| \| 15. \| Marcio Jerosch \| Brasil \| Supermercados Sales Brasil \| + 10' 03" \| \| 16. \| Eleno Rodríguez \| Uruguay \| Fénix Uruguay \| + 10' 26" \| \| 17. \| Juan Andrés Ramírez \| Uruguay \| Policial de 33 Uruguay \| + 10' 59" \| \| 18. \| Javier Moreira \| Uruguay \| Olímpico Juvenil Uruguay \| + 11' 32" \| \| 19. \| Nazario Martín \| Uruguay \| Olímpico Juvenil Uruguay \| + 11' 35" \| \| 20. \| Luis Revello \| Uruguay \| Champagnat Sprinter Uruguay \| + 12' 37" \| |                     |           |                             |             |
| 1. | Richard Mascarañas  | Uruguay   | Alas Rojas Uruguay          | 36h 20' 24" |
| 2. | Néstor Pías         | Uruguay   | Champagnat Sprinter Uruguay | + 49"       |
| 3. | Ramiro Cabrera      | Uruguay   | Avaí Brasil                 | + 53"       |
| 4. | Daniel Fuentes      | Cuba      | Cruz del Sur Uruguay        | + 1' 11"    |
| 5. | Jorge Bravo         | Uruguay   | Olímpico Juvenil Uruguay    | + 1' 21"    |
| 6. | Miguel Direna       | Uruguay   | Supermercados Sales Brasil  | + 1' 32"    |
| 7. | Raúl Sasso          | Uruguay   | Fénix Uruguay               | + 2' 24"    |
| 8. | Álvaro Tardáguila   | Uruguay   | Alas Rojas Uruguay          | + 2' 40"    |
| 9. | Gonzalo Tagliabúe   | Uruguay   | Champagnat Sprinter Uruguay | + 3' 38"    |
| 10. | Claudio Flores      | Argentina | Virgen de Fátima Argentina  | + 5' 28"    |
| 11. | José Luis Miraglia  | Uruguay   | Fénix Uruguay               | + 6' 46"    |
| 12. | Emanuel Yánez       | Uruguay   | C.C. 33 de San José Uruguay | + 8' 59"    |
| 13. | Alfredo Párraga     | Argentina | Aguiar Argentina            | + 9' 17"    |
| 14. | Diego Fernández     | Uruguay   | C.C. Maldonado Uruguay      | + 9' 45"    |
| 15. | Marcio Jerosch      | Brasil    | Supermercados Sales Brasil  | + 10' 03"   |
| 16. | Eleno Rodríguez     | Uruguay   | Fénix Uruguay               | + 10' 26"   |
| 17. | Juan Andrés Ramírez | Uruguay   | Policial de 33 Uruguay      | + 10' 59"   |
| 18. | Javier Moreira      | Uruguay   | Olímpico Juvenil Uruguay    | + 11' 32"   |
| 19. | Nazario Martín      | Uruguay   | Olímpico Juvenil Uruguay    | + 11' 35"   |
| 20. | Luis Revello        | Uruguay   | Champagnat Sprinter Uruguay | + 12' 37"   |

| \| 1. \| Claudio Flores \| Argentina \| Virgen de Fátima \| 12 puntos \| \| 2. \| Javier Moreira \| Uruguay \| Olímpico Juvenil \| 11 puntos \| \| 3. \| Nilton das Virgens \| Brasil \| Supermercados Sales \| 11 puntos \| |                    |           |                     |           |
| 1. | Claudio Flores     | Argentina | Virgen de Fátima    | 12 puntos |
| 2. | Javier Moreira     | Uruguay   | Olímpico Juvenil    | 11 puntos |
| 3. | Nilton das Virgens | Brasil    | Supermercados Sales | 11 puntos |

| \| 1. \| Freddy Peralta \| Uruguay \| Policial de 33 \| 160 puntos \| \| 2. \| Nilton das Virgens \| Brasil \| Supermercados Sales \| 140 puntos \| \| 3. \| Marcio Jerosch \| Brasil \| Supermercados Sales \| 110 puntos \| |                    |         |                     |            |
| 1. | Freddy Peralta     | Uruguay | Policial de 33      | 160 puntos |
| 2. | Nilton das Virgens | Brasil  | Supermercados Sales | 140 puntos |
| 3. | Marcio Jerosch     | Brasil  | Supermercados Sales | 110 puntos |

| \| 1. \| Richard Mascarañas \| Uruguay \| Alas Rojas \| 102 puntos \| \| 2. \| Marcio Jerosch \| Brasil \| Supermercados Sales \| 102 puntos \| \| 3. \| Jorge Soto \| Uruguay \| Villa Teresa \| 101 puntos \| |                    |         |                     |            |
| 1. | Richard Mascarañas | Uruguay | Alas Rojas          | 102 puntos |
| 2. | Marcio Jerosch     | Brasil  | Supermercados Sales | 102 puntos |
| 3. | Jorge Soto         | Uruguay | Villa Teresa        | 101 puntos |

| \| 1. \| Alas Rojas \| Uruguay \| 109h 14' 21" \| \| 2. \| Fénix \| Uruguay \| + 1' 14" \| \| 3. \| Champagnat Sprinter \| Uruguay \| + 2' 09" \| \| 4. \| Olímpico Juvenil \| Uruguay \| + 4' 42" \| \| 5. \| Supermercados Sales \| Brasil \| + 31' 04" \| |                     |         |              |
| 1. | Alas Rojas          | Uruguay | 109h 14' 21" |
| 2. | Fénix               | Uruguay | + 1' 14"     |
| 3. | Champagnat Sprinter | Uruguay | + 2' 09"     |
| 4. | Olímpico Juvenil    | Uruguay | + 4' 42"     |
| 5. | Supermercados Sales | Brasil  | + 31' 04"    |